# Орден Військових заслуг Карла Фрідріха
Орден Військових заслуг Карла Фрідріха (нім. Militär Karl-Friedrich-Verdienstorden) — військова нагорода Великого герцогства Баден.

## Історія
Орден заснований 4 квітня 1807 року великим герцогом Баденським Карлом Фрідріхом в трьох ступенях, для нагородження генералів і офіцерів за вірну службу. У 1840 році, після перегляду статуту, ступінь командора була розділена на 2 підкласи: командор 1-го класу і командор 2-го класу.
Також, 4 квітня 1807 року для нагородження унтер-офіцерів і солдатів, була заснована медаль Військових заслуг Карла Фрідріха (нім. Karl Friedrich-Militär-Verdienstmedaille), в двох ступенях (золота і срібна).

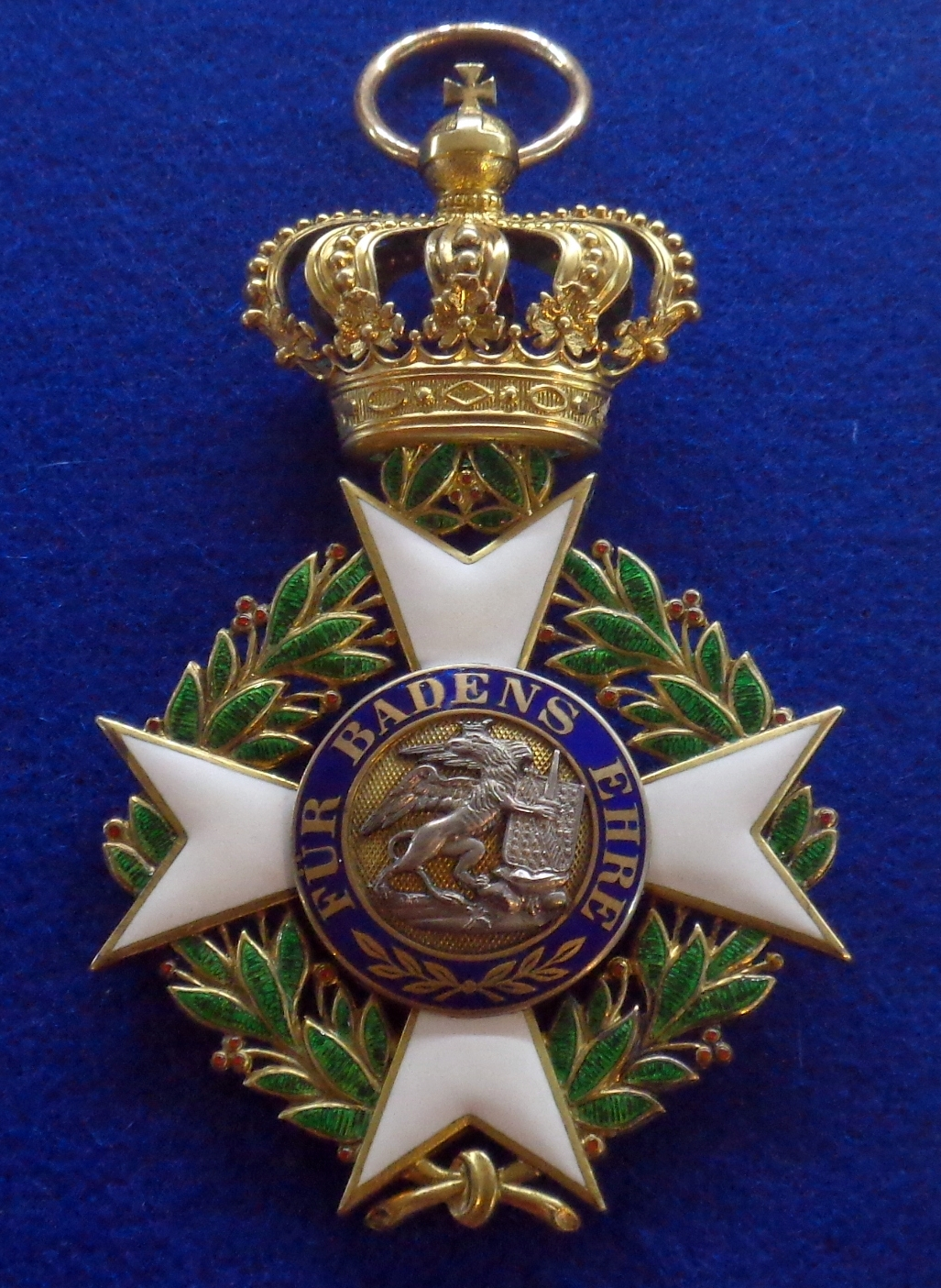
Великий хрест (реверс) в Таллінському музеї орденів.

Нагородженим орденом або медаллю надавалась довічна пенсія. У ФРН з 1 жовтня 1956 року пенсія становила 25 марок щомісяця.

## Знаки ордена
Хрест ордена — золотий мальтійський хрест білої емалі. У центрі лицьової сторони хреста — круглий золотий медальйон червоної емалі з широким обідком синьої емалі. У центрі медальйона — золота монограма з переплетених латинських літер C і F. На обідку медальйона девіз ордена золотом — FÜR BADENS EHRE (укр. За честь Бадена). У центрі зворотного боку хреста — круглий золотий медальйон з широким обідком синьої емалі. У центрі медальйона — срібний грифон з мечем і щитом. На обідку медальйона девіз ордена золотом — FÜR BADENS EHRE. Хрест накладено на золотий лавровий вінок зеленої емалі і підвішений до золотої корони.
Зірка ордена — срібний мальтійський хрест з кульками на кінцях і різновеликими променями в кутах. У центрі зірки — круглий срібний медальйон з широким обідком. У центрі медальйона грифон з мечем і щитом. На обідку медальйона в верхній частині — девіз FÜR BADENS EHRE, в нижній частині — напіввінок з двох схрещених лаврових гілок.
Стрічка ордена — шовкова муарова жовтого кольору з широкою червоною смугою посередині і вузькими білими смужками по краях.
Медаль ордена — круглий диск із зображенням на лицьовій стороні хреста ордена і девізу FÜR BADENS EHRE. На зворотному боці в оточенні лаврового вінка напис DEM TAPFEREN (Сміливому) і гравіроване ім'я нагородженого.

## Ступені ордена
- Великий хрест — хрест на широкій стрічці через ліве плече і зірка на лівій стороні грудей
- Командор 1 класу — хрест на вузькій стрічці на шиї і зірка на лівій стороні грудей
- Командор 2 класу — хрест на вузькій стрічці на шиї
- Кавалер — хрест на вузькій стрічці на лівій стороні грудей
- Золота медаль Заслуг — медаль на вузькій стрічці на лівій стороні грудей
- Срібна медаль Заслуг — медаль на вузькій стрічці на лівій стороні грудей